# 圖們江大橋
42°34′04″N 130°31′21″E / 42.5678°N 130.5225°E

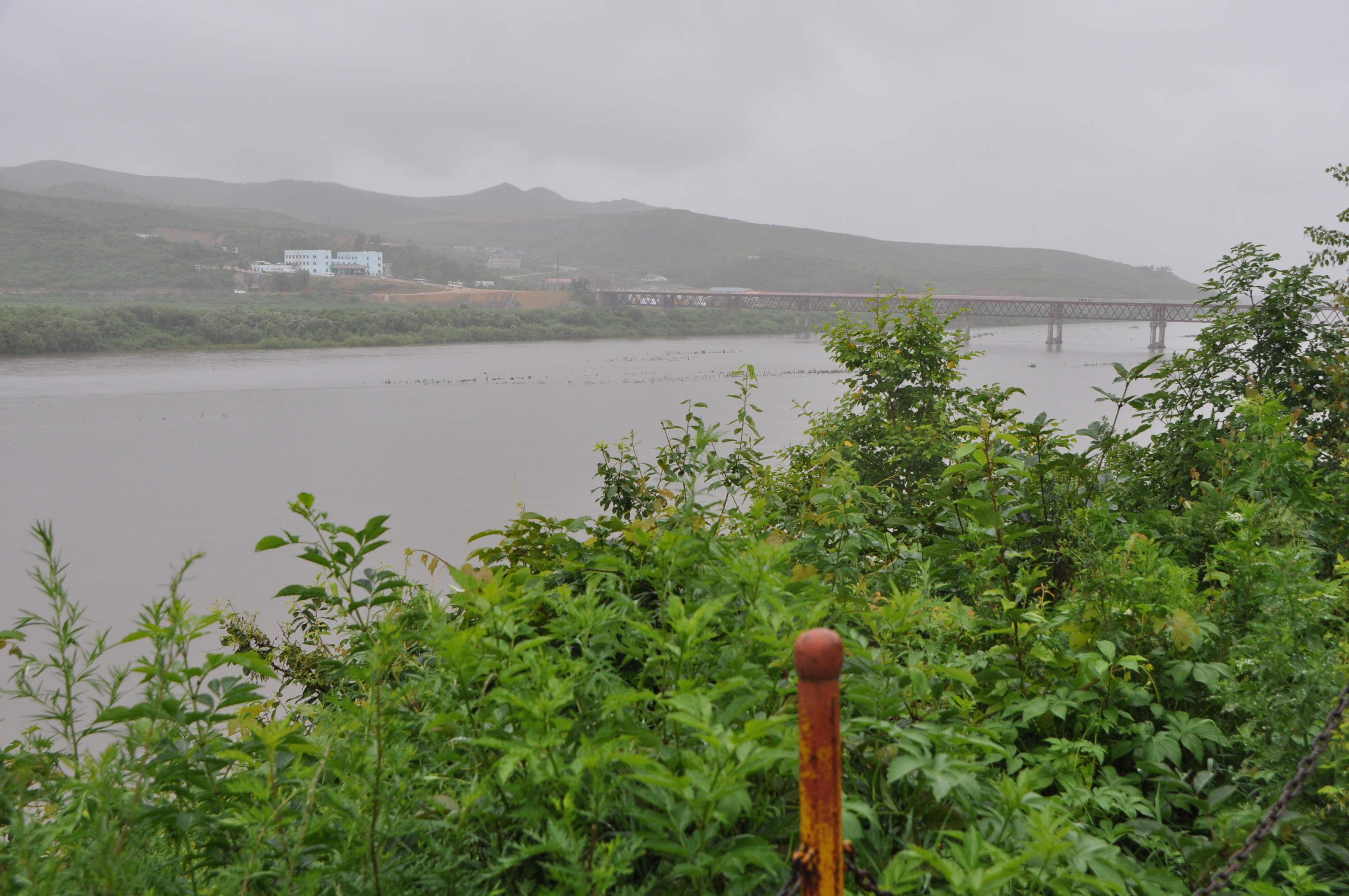
琿春圏河圖們江大橋

圖們江大橋，（朝鲜语：／），是橫跨圖們江的國際橋樑，連接中華人民共和國吉林省延邊朝鮮族自治州琿春市圏河和朝鮮民主主義人民共和国羅先市先锋区域元汀里。
此橋建於1938年，全長536.2米，闊6.6米。橋的起點是琿春市圈河，直接连接圈河口岸边境检查站。
在1997年2月首次有旅客從此地進入朝鮮。
新的圖們江大橋建設正在計劃中。

## 參照
- 中朝友誼橋
- 朝俄国境友谊桥